# Bergamino
Le Bergamino est une liqueur calabraise typique de Reggio de Calabre, produite avec les écorces de bergamote, créée et commercialisée pour la première fois en 1995 par la société Sol.Mar. Srl, à Catona de Reggio de Calabre. La liqueur est obtenue en faisant macérer pendant quelques jours dans de l'alcool l'écorce de bergamote. La bergamote doit être jaune-verte pour donner le meilleur résultat. La période la plus propice à la préparation de la liqueur est décembre-janvier.
L'infusion est filtrée et mélangée à un sirop obtenu avec de l'eau et du sucre. Il est généralement consommé frais (ou mieux encore, congelé) pour mieux apprécier son arôme, comme boisson d'après repas ou pour la préparation de desserts et de glaces. 
La liqueur de bergamote est inscrite dans la liste nationale des produits alimentaires traditionnels émise par le Ministère des Politiques agricoles, alimentaires et forestières.